# Dòng chảy rút xa bờ

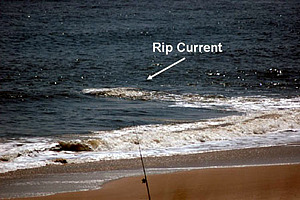
Dòng chảy rút xa bờ đang hình thành trên bãi tắm

Dòng chảy rút xa bờ (tiếng Anh: rip current), còn gọi là dòng chảy xa bờ, dòng rip hay dòng rút bờ, là một dòng nước mạnh chảy từ bờ hướng ra biển. Sóng đánh và đưa nước biển vào bờ, nhưng khi nước biển được liên tục đưa vào bờ thì chúng tập hợp lại thành một dòng đi ngược ra biển. Vận tốc trung bình của dòng chảy có thể thay đổi từ 0,5 m đến 1m/giây, khi đó không ai có khả năng bơi ngược nó để vào bờ. Có khi do những thay đổi đột ngột của sóng biển, vận tốc dòng chảy rút xa bờ có thể lên đến 2,5 m/giây, nhanh hơn cả vận tốc bơi của một vận động viên bơi lội Olympic.
Dòng chảy rút xa bờ thường hẹp, có chiều ngang khoảng 1–3 m. Tuy nhiên, có khi dòng chảy này rộng đến cả chục mét. Trong một ngày chúng có thể di chuyển đến những vị trí khác nhau trong vùng đới sóng đổ. Hiện tượng này có thể xảy ra ở bất cứ vùng đới sóng đổ nào của đại dương, biển, và những hồ lớn.

## Nguyên nhân

Cơ chế vận hành của dòng chảy rút xa bờ.

Sóng đập vào bờ khiến nước rẽ sang hai bên, dòng nước này di chuyển dọc theo bờ cho đến khi tìm ra lối thoát ngược ra khơi. Thường thì dòng chảy rút xa bờ hoạt động trong phạm vi hẹp và xảy ra trong vùng nước có những dải cát, dưới cầu tàu, hoặc dọc những đê chắn sóng.
Nhiều người hiểu lầm rằng dòng chảy rút xa bờ đủ mạnh để kéo nạn nhân xuống dòng nước sâu, nhưng thật ra dòng chảy này chỉ mạnh khi hoạt động trên mặt nước. Chính vì dòng chảy mạnh trên mặt nước nên nó có khuynh hướng nhấn chìm những đợt sóng khiến người ta nghĩ rằng đây là vùng biển lặng và thu hút nhiều người đến tắm.
Đã có những thí nghiệm với mục đích dò ra dòng chảy rút xa bờ bằng cách đổ nước nhuộm màu vào đầu dòng chảy ngay tại bờ biển.

## Nguy cơ

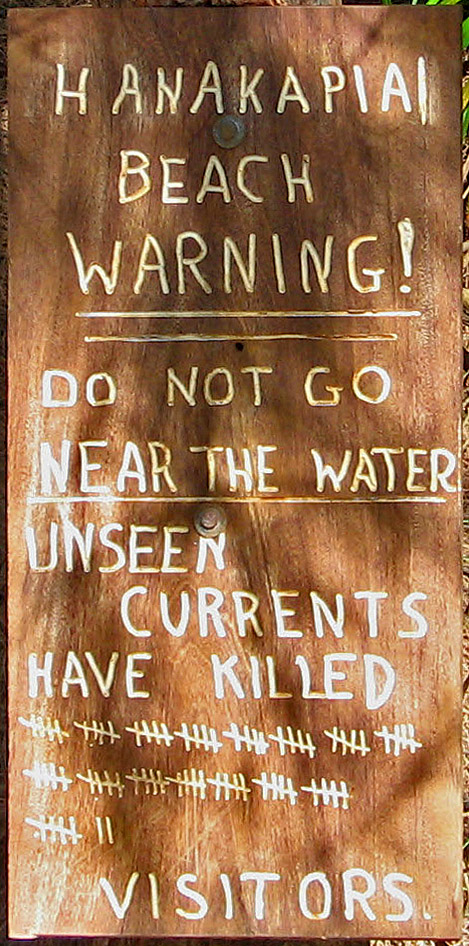
Một biển cảnh báo tại bãi tắm Hanakaiai, Hawaii.

Dòng chảy rút xa bờ là nguy cơ rình rập những ai thích tắm, bơi lội, hoặc lướt sóng ở biển và hồ. Chúng kéo họ ra xa bờ. Cái chết do đuối nước sẽ đến khi họ kiệt sức vì cố bơi ngược dòng chảy.
Dòng chảy rút xa bờ cũng gây nguy hiểm cho những người không biết bơi: một người đứng tắm ở mực nước ngang hông vẫn có thể bị kéo ra xa, bị chết đuối vì không biết bơi hoặc do không mang phao cứu sinh. Phụ thuộc vào địa hình, có những bãi biển thường có dòng chảy rút xa bờ, một vài bãi biển khét tiếng vì thường xuyên có dòng chảy loại này.
Tính trung bình trong một thập niên, tại Hoa Kỳ có 46 người mất mạng vì dòng chảy rút xa bờ. Chiếm 80% trường hợp cứu hộ bãi biển là có nguyên nhân liên quan đến dòng chảy rút xa bờ.
Theo MacMahan, Thornton, và Reniers, tại  tiểu bang Florida, hiểm họa lớn nhất trong số những mối nguy hiểm tự nhiên xảy ra tại các bãi tắm là do dòng chảy rút xa bờ. Còn theo tư liệu của Luschine (1991) và Lascody (1998), con số tử vong do dòng chảy rút xa bờ ở tiểu bang này còn lớn hơn số người thiệt mạng trong những trường hợp hỏa hoạn, bão tố, hoặc những biến loạn khác.
Tại nhiều quốc gia trên thế giới, đặc biệt là Hoa Kỳ, Nhật Bản, và Úc, đã thực hiện nhiều cuộc nghiên cứu về dòng chảy rút xa bờ nhằm tìm ra những phương pháp dự báo, cảnh báo ngắn hạn hoặc dài hạn, hướng dẫn cách đề phòng và xử lý tình huống. Ở những khu nghỉ dưỡng ven biển và tại các bãi tắm đều có những đội tuần tra, cứu hộ, các vọng gác, cờ hiệu, và nhiều tấm pa-nô, áp-phích cảnh báo.
Mặc dù chưa có thống kê chính thức số nạn nhân của dòng chảy rút xa bờ tại Việt Nam, một số nghiên cứu cho thấy tại nhiều bãi biển đều xuất hiện những dòng chảy rút xa bờ, trong đó có những bãi tắm thu hút đông người như Cửa Lò, Đà Nẵng, Tuy Hòa, Nha Trang, Bắc Hòn Chồng, Bãi Dài (Cam Ranh), Vũng Tàu....

## Ích lợi
Dù vậy, những vận động viên lướt ván và bơi xuồng kayak thường sử dụng dòng chảy rút xa bờ để ra khơi mà không tốn nhiều sức.

## Biện pháp

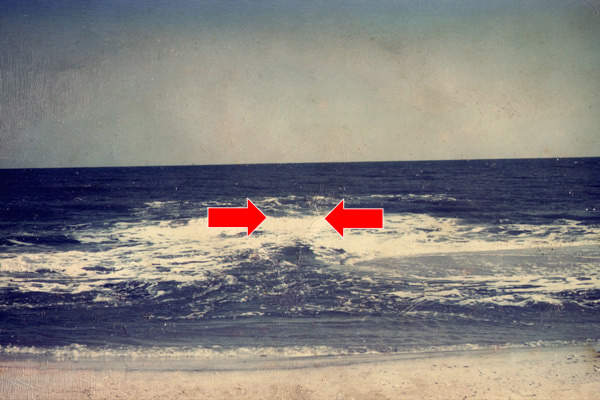
Không dễ nhận ra dòng chảy rút xa bờ bằng mắt thường, vì vậy cần quan sát kỹ trước khi xuống nước.

Một khi bị kẹt vào dòng chảy rút xa bờ thì chớ nên cố bơi ngược dòng để vào bờ. Bạn sẽ bị kiệt sức và đuối nước. Chẳng ích gì khi gắng sức chống cự với dòng chảy vì nó luôn luôn thắng. Nên nhớ rằng dòng chảy không nhấn chìm bạn xuống nước, nó chỉ kéo bạn ra xa khỏi bờ, và nó chỉ hoạt động trong một phạm vi hẹp.  Điều bạn cần làm là tìm cách thoát khỏi nó. Mau chóng nhận ra tình trạng của mình (đang bị kẹt trong dòng chảy rút xa bờ),  giữ bình tĩnh, và bơi theo hướng song song với bờ cho đến khi bạn thoát khỏi dòng chảy. Tùy theo từng trường hợp, có thể bạn phải bơi hàng trăm mét hoặc hơn rồi mới có thể thoát khỏi nó và bắt đầu bơi vào bờ. Khi bơi vào bờ - để tránh khỏi bị rơi vào một dòng chảy rút xa bờ khác - cần nhắm vào những địa điểm có sóng đập vào bờ, cũng nên quan sát để nhận ra những vật thể trôi nổi trên mặt nước đang dạt dần vào bờ.
Nếu gặp phải một dòng chảy xiết, và không thể nào bơi thoát khỏi nó, bạn nên thư giãn, thả nổi trên mặt nước hoặc chỉ đứng nước để giữ sức. Dần dà thì dòng chảy rút xa bờ cũng suy yếu, lúc đó bạn bắt đầu bơi chéo góc để thoát khỏi nó mà vào bờ.
Những ai thích tắm biển cần phải hiểu rõ mức độ nguy hiểm của dòng chảy rút xa bờ, học biết cách nhận ra chúng, và biết cách thoát khỏi chúng, nếu có thể chỉ nên đến những bãi tắm có lực lượng cứu hộ chuyên nghiệp. Nên học bơi, còn nếu đã biết bơi thì không nên bơi một mình.